# VNIIRT
VNIIRT (russisch Всероссийский НИИ Радиотехники, englisch All-Russian Research Institute of Radio Engineering) ist eine Firma des Almas-Antei-Konzerns und ist darauf spezialisiert Radarsysteme zu entwickeln und herzustellen.
Gegründet wurde das Unternehmen als Staatliches Forschungs- und Technologieinstitut oder Ostechbjuro im Jahr 1921 in Moskau. 1937 wurde das Institut in NII-20 umbenannt. Für kurze Zeit wurde das Institut während des Krieges Nazideutschlands gegen die Sowjetunion 1941 bis 1942 nach Barnaul evakuiert. Im Jahr 1954 wurde das Institut wiederum in NII-244 umbenannt. Schließlich wurde das Institut 1972 in VNIIRT umbenannt. Am 6. November 2002 wurde das Institut privatisiert und ging im Almas-Antei-Konzern auf.

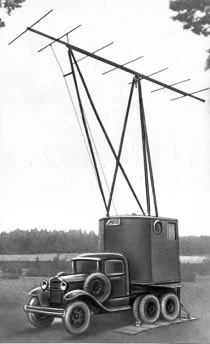
RUS-2

Das Institut hat in seiner Geschichte zahlreiche Radarsysteme entwickelt. Darunter sind sowohl mobile Bodenradare wie das RUS-2 oder auch Radare, welche im Flugzeug eingebaut wurden wie das Gneis-2. Daneben hat man auch andere elektronische Produkte entwickelt, welche in der Rüstungsindustrie eingesetzt wurden.

## Website
- VNIIRT - offizielle Website (russisch)